# Станко Суботић
Станко Суботић (Калиновац, Уб, 9. септембар 1959) је швајцарски бизнисмен српског порекла, власник луксембуршке холдинг компаније “ЕМИ Груп” (“EMI Group” - Emerging Marketing Investments APS) и француског холдинга “Луј Маks” (Louis Max) који се, између осталог, бави производњом познатог бренда вина.
Широј јавности је постао познат као блиски пријатељ убијеног српског премијера Зорана Ђинђића и особа која је активно помагала демократску опозицију у Србији током владавине режима Слободана Милошевића, као и проевропске реформе које је спроводила Ђинђићева влада. Због помоћи српској демократској опозицији, нашао се на мети прогона Милошевићевог режима због чега је 1997. године морао да напусти Србију.
Након петооктобарских промена и атентата на првог демократског премијера Србије Зорана Ђинђића, у време владавине Војислава Коштунице и Бориса Тадића, српске власти су против Суботића покренуле процес због наводне злоупотребе службеног положаја у приватној фирми и шверца цигарета. Упркос медијској хајци и великим политичким притисцима на правосуђе, тај процес је крајем 2015. године, у време владе Александра Вучића, завршен правоснажном ослобађајућом пресудом пред Апелационим судом у Београду.

## Развој пословне каријере
Од раног детињства почиње да ради у очевој столарској радионици. Следећи своје амбиције, каријеру почиње у раним двадесетим када одлази у Француску као гост свог школског друга коме су родитељи у Паризу оставили малу радионицу за производњу конфекције. Суботић почиње да ради у фирми свог пријатеља, две године касније започиње сопствени бизнис, отвара ланац бутика и сопствену велепродају.
Средином осамдесетих година 20. века почиње да улаже и у српску привреду, а у Југославију се враћа 1989. у време реформи Анте Марковића. У Београду оснива фирму "Миа", отвара ланац бутика и два погона за производњу конфекције.
Услед отежаних услова пословања током 1992. године, компанија “Охис” из Скопља на име дуга Суботићу уместо новца даје контингент цигарета из асортимана компаније “Македонија табак” након чега он улази у посао трговине дуванским производима. У то време Суботић постаје власник два фри-шопа, једног на граничном прелазу "Ђенерал Јанковић" са Македонијом, а другог у црногорској поморској луци Бар. У току 1996. године, Суботић постаје генерални дистрибутер за Југоисточну Европу произвођача "Бритиш Американ Табако" (British American Tobacco) и “Јапан Табако” (Japan Tobacco), да би 1997. уговоре о генералном заступништву за исто подручје потписао и са француским фабрикама “СЕИТА” (SEITA) и “Рејнолдс” (Reynolds), произвођачем цигарета бренда "Монте Карло".
Након што је одбио да плати тражени рекет, Суботић пада у немилост режима Слободана Милошевића због чега у јулу 1997. у Суботићев фри-шоп на прелазу Ђенерал Јанковић упада полиција, а фирма “Миа” након полицијске тортуре и заплене целокупне пословне документације престаје са радом. Због учесталих напада тадашњих политичких структура и покушаја противправне отмице његове имовине, Суботић 1997. године са породицом напушта Србију и одлази у Женеву где 1999. добија стално пребивалиште.
Суботић наставља да развија своје пословање. У току 2002. године оснива и “ЕМИ Груп” (“EMI Group” - Emerging Marketing Investments APS), холдинг компанију са седиштем у Данској (Копенхаген) и тим потезом повезује пословање неколико успешних компанија у Европи, које покривају дистрибуцију, трговину и некретнине. Исте године ЕМИ инвестира у погон за прераду месних производа и постаје сувласник фабрике Фамис д.о.о. у Србији. Следеће године холдинг купује предузеће “Дуван промет” из Крагујевца, које је било власник велике дистрибутерске мреже, што је укључивало и штандове и киоске за продају штампаних медија као и друге робе широке потрошње. Улагањем неколико десетина милиона евра у руинирани “Дуван промет”, Суботић формира компанију “Футура плус”.
Након куповине “Дувана”, Суботићева “ЕМИ Груп” 2004. године започиње сарадњу са великим немачким медијским холдингом ВАЦ (Westdeutsche Allgemeine Zeitung - WAZ) који је, купивши већински део акција "Политике", у власништво добио сопствену дистрибутивну мрежу, што је омогућило значајно проширење броја продајних места “Футуре плус”. Спајањем ланаца киоска Дуван, Политике продаја, Борба и Дуван промет, у власништву Суботићеве компаније “ЕМИ Груп” са једне, и немачког ВАЦ-а с друге стране, “Футура плус” постаје највећа продајна мрежа у Србији. По истом успешном пословном рецепту, Суботић у Црној Гори оснива предузеће идентичне дистрибуцијске шеме по имену “Монтенегро Футура”.
Поред инвестиција у Србији, Суботић 2007. године постаје и већински власник француског холдинга и винарије "Луј Макс", у коју је почео да улаже још 1989. године, а од 2003. у његовом поседу су и стотине хектара винограда у Бургундији (Француска). Као и у свему осталом чега се латио, Суботић је заблистао и у производњи вина. Боце "Луј Макс" красе чак и трпезу америчког председника.
У поседу компаније “ЕМИ Груп” налази се и земљиште поред београдског аеродрома "Никола Тесла" за које се сматра да је од изузетног стратешког значаја, као и земљиште у близини полуострва Свети Стефан где Суботић има вилу "Монтенегро", која је марта 2007. године добила престижну награду „Фајв старс дајмонд“ (Five Stars Diamond) коју додељује америчка Академија угоститељских наука за врхунски квалитет услуга.
Током пролећа 2007. године, Суботић је своје активности додатно проширио двема великим инвестицијама у Црној Гори: куповином дела острва Свети Никола поред Будве и објавом планова за градњу луксузног хотела вредног 20 милиона евра на Светом Стефану. У мају 2007. године, Суботић и чувени француски архитект Жан Мишел Вилмот (Jean-Michel Wilmotte), који је пројектовао марине у Кану, Ници и Шангају, презентовали су планове за изградњу супер летовалишта на острву Свети Никола са хотелима, казинима и апартманима, две марине за јахте и пешачком уздигнутом стазом која би повезивала острво са старим градом у Будви. Иако су све претпоставке за реализацију тог великог пројекта биле обезбеђене, укључујући и одговарајуће кредитне линије вредне неколико стотина милиона евра, његову реализацију је зауставило расписивање политички мотивисане потернице из Србије, која је уследила као последица оптужнице, која ће у лето 2014. у потпуности бити одбачена одлуком Специјалног суда у Београду. Самој оптужници је, међутим, претходила вишегодишња медијска и политичка хајка којој је Суботић, због подршке проевропској политици и пријатељских веза са премијерима Србије и Црне Горе, Зораном Ђинђићем и Милом Ђукановићем, био изложен још од 2001. године.

## Помоћ демократским променама у Србији
Од средине деведесетих година 20. века, Суботић успоставља блиске односе са тадашњом српском опозицијом и лидером Демократске странке Зоран Ђинђић и активно помаже демократске промене у земљи. Након пада режима Слободан Милошевић, Суботић својим бројним контактима помаже у промовисању проевропске политике и новог имиџа Србије, и омогућава сусрет чланова Ђинђићеве владе са високим светским званичницима, укључујући и тадашњег француског председника Жак Ширак.

## Медијска хајка – од “Духанске афере” до подизања монтиране оптужнице
Суботић је широј јавности Србије постао познат тек 2001. године када га је, у серији политички наручених текстова, загребачки недељник „Национал“ оптужио да је заједно са црногорским председником Милом Ђукановићем и водећим опозиционим лидером у Србији Зораном Ђинђићем, у другој половини деведесетих година наводно шверцовао цигарете. Међутим, прави разлог покретања такозване “Духанске афере”, били су Суботићева подршка демократским променама и проевропским реформама Ђинђићеве владе, али и жеља сивих центара моћи у региону да му противправно одузму велику имовину коју је стекао у земљи. Да је афера била наручена и диригована из Београда потврдили су и сами новинари “Национала”, као и велики број судских пресуда против тог листа због неистина написаних о Суботићу.
После октобарских промена 2000. године у Србији, и формирања прве демократске владе у Београду, премијер Зоран Ђинђић се суочио са празним буџетом, а највећи ударац на државну касу представљао је раширени шверц дувана. У потрази за могућим решењима тог проблема, Суботић је тадашњем српском премијеру представио пример Румуније која је, пре свега захваљујући сарадњи са компанијом БАТ, успела да сузбије сиво тржиште цигарета.
С обзиром да је био виђен као главни протагонисти изградње фабрике дувана БАТ у Крагујевцу и сузбијања сивог тржишта дуванских производа, Суботић је постао мета напада конкурентске фабрике “Ровињ” из Пуле која је у то време, контролисала највећи део црног тржишта дувана у региону. Супротстављени интереси унутар дуванске индустрије и политички сукоби који су у то време потресали Србију, створили су такав сплет околности у којима је Суботић био одабран као главна мета напада на Ђинђића, али и као погодан објекат рекетирања и уцена од стране отуђених државних структура и ванинституционалних центара моћи. Суботић се на мети нашао и због велике имовине коју поседује у Србији, а коју су протагонисти лажних оптужби желели да му одузму.
На бројним суђењима која су уследила након писања загребачког “Национала”, утврђено је да је креирање “Дуванске афере” било наручено из Београда, да ју је загребачком листу доставио Ратко Кнежевић, одбачени бивши сарадник Мила Ђукановића, а сама ауторка текстова Јасна Бабић касније је признала да је у Београду имала састанак са тадашњим председником Савезне Републике Југославије Војиславом Коштуницом, који је загребачкој новинарки био обећао доказе о “Дуванској афери”, али јој их никада није доставио. Након великог броја изгубљених тужби, недељник “Национал” се 2013. године извинио Суботићу због пласираних лажи о њему, приписујући их бившем власнику и уреднику тог листа, контроверзном новинару Иви Пуканићу.
Након лансирања такозване “Духанске афере”, у периоду од десет година, у најразличитијим медијима написано је преко 4.000 негативних текстова о Суботићу за које је, на основу резултата званичних истрага у шест европских земаља и Сједињеним Америчким Државама, као и током суђења у самој Србији, утврђено да су сви, без изузетка, били нетачни.
У кривичним пријавама које је Суботићев адвокатски тим поднео 2010. године у Женеви и 2012. у Београду, прецизно се описује механизам пласирања нетачних текстова о њему. Медијске кампање биле су инициране од стране високо позиционираних људи из кабинета бившег председника СРЈ Војислава Коштунице и касније председника Србије Бориса Тадића. Скривајући се иза званичних државних органа, они су подносили лажне пријаве којима су инициране званичне истраге у шест европских земаља (Лихтенштајн, Француска, Швајцарска, Кипар, Италија и Грчка) и САД, које су све, без изузетка, резултирале одбацивањем изнетих сумњи.
Врхунац хајке представљало је подизање оптужнице пред Специјалним судом у Београду којом је Суботић био оптужен за непостојеће дело “злоупотреба службеног положаја у приватној фирми”. Упркос невиђеној медијској хајци, доказаним бројним злоупотребама од стране тужилаштва и великим притисцима на правосуђе, та оптужница је одлуком Апелационог суда у Београду правоснажно одбачена у децембру 2015. године.

## Политички прогон у Србији и ослобађајуће истраге у иностранству
Паралелно са суђењем у Србији, од 2008. године и доласка на власт Демократске странке тадашњег председника Србије Бориса Тадића, Суботић је био изложен новом таласу медијске кампање коју су пратиле изјаве државних функционера у којима је он унапред био осуђиван као кривац. У том периоду власти у Србији су појачале притисак на Суботићеве послове у земљи, да би 2009. године његово предузеће „Футура плус“, један од највећих српских дистрибутера, отишло у стечај. Преко тог стечаја, уследио је покушај да се Суботићу одузме земљиште у близини аеродрома Београд, које је у виду хипотеке било заложено за кредите које је подизала „Футура плус“. Суботић је открио да иза напада на њега стоје домаћи тајкуни Мирослав Мишковић и Милан Беко, са којима је раније имао пословне односе и који су му остали дужни преко 30 милиона евра. Тај дуг је потицао из посла приватизације “Вечерњих новости” током којег је Беко одбио да испуни уговорну обавезу и немачком ВАЦ-у пренесе акције Новости, због чега је ВАЦ активирао банкарску гаранцију коју је, као гарант тог посла, био положио Суботић. Суботићеве сумње потврдили су и налази владиног Савета за борбу против корупције, који је у Извештају о приватизацији “Вечерњих новости” разоткрио закулисне игре Милана Бека. Због притиска тадашњих власти и онемогућавања нормалног пословања, немачка компанија ВАЦ је донела одлуку о повлачењу из Србије и продаји акција “Политике” и “Дневника”.
У медијској кампањи која је била иницирана од стране кабинета тадашњег председника Србије Бориса Тадића, предњачили су дневни листови “Блиц” и “Вечерње новости”, као и опозициони црногорски медији који су Суботића нападали због његових пријатељских веза са лидером владајућег ДПС Милом Ђукановићем.
У напорима да Суботића осуди по сваку цену, Специјално тужилаштво за организовани криминал је иницирало истраге против њега у чак шест европских земаља и Сједињеним Америчким Државама. Све истраге које су биле покренуте по пријавама из Београда завршене су закључком да је реч о лажним пријавама за дела која се нису ни догодила.
Најзначајније од тих истрага биле су оне вођене у Швајцарској и Италији. У децембру 2011. године, Швајцарско конфедерално тужилаштво издало је званичну потврду Суботићу у којој се наводи да истрага, коју је на основу лажне пријаве из Београда швајцарска судска полиција водила годину и по дана, показала да у Суботићевом пословању није било кршења закона. Тај случај је добио назив “Афера Тићино” по месту састанка током кога су специјални тужилац Миљко Радисављевић и његов заменик Саша Иванић швајцарским властима лажно пријавили Суботића.
По пријави из Србије у Италији је чак био покренут и судски поступак који је завршен тако што је сам тужилац, након што је установио да су тврдње српских власти нетачне, од суда тражио да дела за која је Суботићу суђено прогласи непостојећим, с обзиром да су прикупљени докази јасно показали да се нису ни догодила. Та пресуда представља јединствен преседан у пракси италијанског правосуђа и сматра се највишим могућим степеном ослобађања од исказаних сумњи.
Такође и истраге вођене у Лихтенштајну, Француској, Белгији, Грчкој и Сједињеним Америчким Државама, потврдиле су да је Суботић био пријављиван за дела која се или нису догодила или он није имао никакве везе са њиховим извршењем.

## Прва жртва лажних вести и медијских манипулација
Током медијске и правосудне кампање вођене против ега у Србији, Станко Суботић је постао прва жртва лажних вести и медијских манипулација. И док је, до средине 2012. године, кампања против њега вођена под контролом тадашњих политичких власти у Србији, поједини медији под контролом неких одметнутих безбедносних структура, тајкуна и сивих центара моћи, кампању против Суботића су наставили и након изрицања ослобађајуће пресуде пред Апелационим судом у Београду. У кампањи, чији је циљ да се Суботићу онемогући пословање у Србији и избегне плаћање одштете за штету која му је раније нанета, данас предњаче дневни лист “Блиц” и контроверзни сајт “КРИК” чији су новинари и раније, у периоду пре 2014. године, такође били предводници кампање која је вођена против Суботића.
Почев од прве лажне афере коју је лансирао загребачки недељник “Национал”, само до 2012. године о Суботићу је објављено преко 4.000 негативних текстова у којима су изношене најразличитије оптужбе против њега, које су све до једне одбачене како у званичном судском поступку који је против њега вођен у Београду, тако и у званичним истрагама које су, на захтев власти из Београда, против Суботића вођене у САД и шест европских земаља. Због кампање лажних вести и неутемељених оптужби против њега, Суботић је у Швајцарској покренуо судски поступак против компаније "Рингиер Аксел Шпрингер" (Ringier Axel Springer), власника српског таблоида “Блиц”. Поступак по Суботићевом захтеву још увек је у току.

## Приватни живот
Станко Суботић је по националности Србин, а стално швајцарско пребивалиште има од 1997. године. Ожењен је супругом Јагодом, с којом има кћер Миу. Говори српски и француски језик.